# Phyllastrephus scandens
Phyllastrephus scandens é uma espécie de ave da família Pycnonotidae.
Pode ser encontrada nos seguintes países: Benin, Camarões, República Centro-Africana, República do Congo, República Democrática do Congo, Costa do Marfim, Guiné Equatorial, Gabão, Gâmbia, Gana, Guiné, Guiné-Bissau, Libéria, Mali, Níger, Nigéria, Ruanda, Senegal, Serra Leoa, Sudão, Tanzânia, Togo e Uganda.
Os seus habitats naturais são: florestas subtropicais ou tropicais húmidas de baixa altitude e savanas húmidas.